# Tage Henriksen
Tage Henriksen (født 8. april 1925 i Roskilde, død 13. maj 2016) var en dansk roer og OL-guldmedaljevinder.

## Rokarriere
Tage Henriksen roede for Roskilde Roklub, og han var dansk mester tre gange i toer med styrmand, første gang i 1945 sammen med Vagn Geert Jensen og Carlo Hansen, de to øvrige gange, i 1947 og 1948, sammen med Finn Pedersen og Carl-Ebbe Andersen. Båden deltog i EM i 1947, hvor det blev til bronzemedalje, og i OL 1948 i London. I det indledende heat ved OL blev båden nummer to og måtte i opsamlingsheat, som blev vundet sikkert. I semifinalen mod den franske båd vandt Pedersen og kammeraterne i et tæt opløb, og i finalen blev det en overlegen sejr til danskerne, der sejrede i tiden 8.00,5 minutter foran Italien med 8.12,2 minutter, mens Ungarn fik bronze med tiden 8.25,2 minutter.